# 江干区
江区是中國浙江省杭州市已撤销的一个区，区域范围为今上城区东部与钱塘区下沙区块。江干即江岸，本区因靠近钱塘江江岸而得名，宋代已有此名。
2021年4月，因应江干区和原上城区撤销并成立新的上城区，江干区被一分为二，其中下沙街道、白杨街道划于新设立的钱塘区，其余街道则划于新的上城区。

## 地名起源
历史上杭州凤凰山、候潮门外沿江一线称作江干，即今天上城区南星街道、望江街道一带，《吴越备史》载杭州罗城“自秦望山由夹城，东亘江干”，而宋代《武林旧事》载“江干上下十余里珠翠罗绮溢目，车马塞途”，因为贸易昌盛故有“金江干”的称呼。:294后演化为江干区地名。1997年1月1日，江干区的紫阳、望江、南星、闸口4个街道办事处和四季青镇的近江、望江、玉皇3个行政村划归上城区管辖，古代的江干地区遂归于上城区管理。

## 行政区划
2021年撤销前，江干区下辖10个街道：
| 江干区行政区划图                                                                           | 江干区行政区划图 | 江干区行政区划图  | 江干区行政区划图 | 江干区行政区划图 | 江干区行政区划图 |
| ------------------------------------------------------------------------------------------ | ---------------- | ----------------- | ---------------- | ---------------- | ---------------- |
| ① 闸弄口 ② 凯旋 ③ 采荷 ① ② ③ 四季青 彭埠 笕桥 丁兰 九堡 下沙 白杨                          |                  |                   |                  |                  |                  |
| 区划代码                                                                                   | 区划名称         | 面积 （平方千米） | 邮政编码         | 社区数           | 行政村数         |
| 330104005                                                                                  | 凯旋街道         | 6.07              | 310020           | 14               | 0                |
| 330104006                                                                                  | 采荷街道         | 5.5               | 310016           | 15               | 0                |
| 330104007                                                                                  | 闸弄口街道       | 4.84              | 310004           | 17               | 0                |
| 330104008                                                                                  | 四季青街道       | 9                 | 310016           | 12               | 0                |
| 330104009                                                                                  | 白杨街道         | 9.2               | 310018           | 14               | 0                |
| 330104010                                                                                  | 下沙街道         | 85.9              | 310018           | 15               | 0                |
| 330104011                                                                                  | 彭埠街道         | 14.76             | 310017           | 14               | 0                |
| 330104012                                                                                  | 笕桥街道         | 18.2              | 310021           | 18               | 8                |
| 330104013                                                                                  | 丁兰街道         | 15.15             | 310021           | 16               | 2                |
| 330104014                                                                                  | 九堡街道         | 16.06             | 310018           | 17               | 4                |

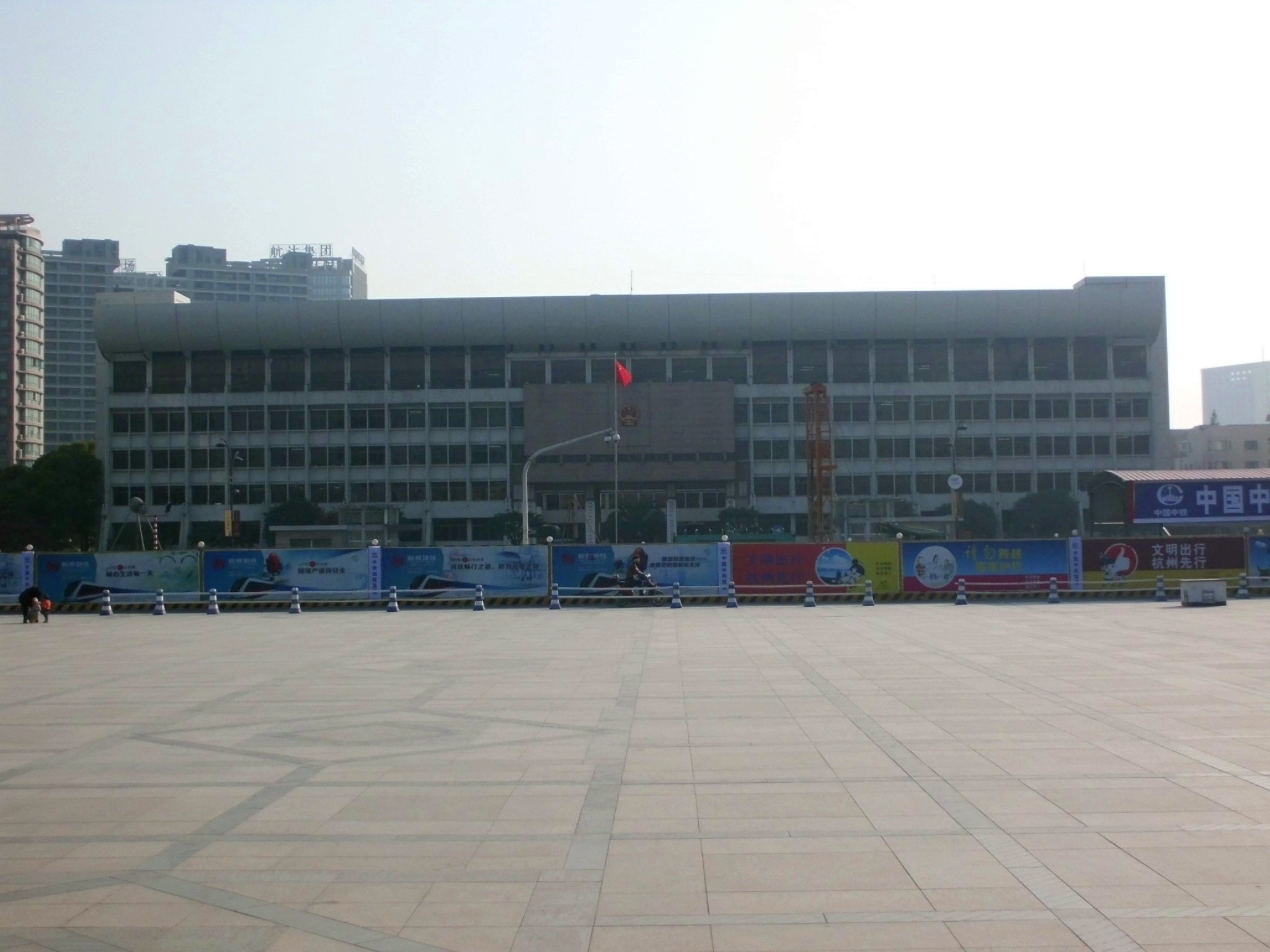
上城区庆春东路1号，原江干区政府

| - 下沙、白杨2个街道由钱塘新区代管。 - 江干区另管理萧山区宁围街道顺坝垦区中约2100余亩飞地。 |                  |                   |                  |                  |                  |

## 交通
- 沪昆铁路：笕桥站、杭州东站。

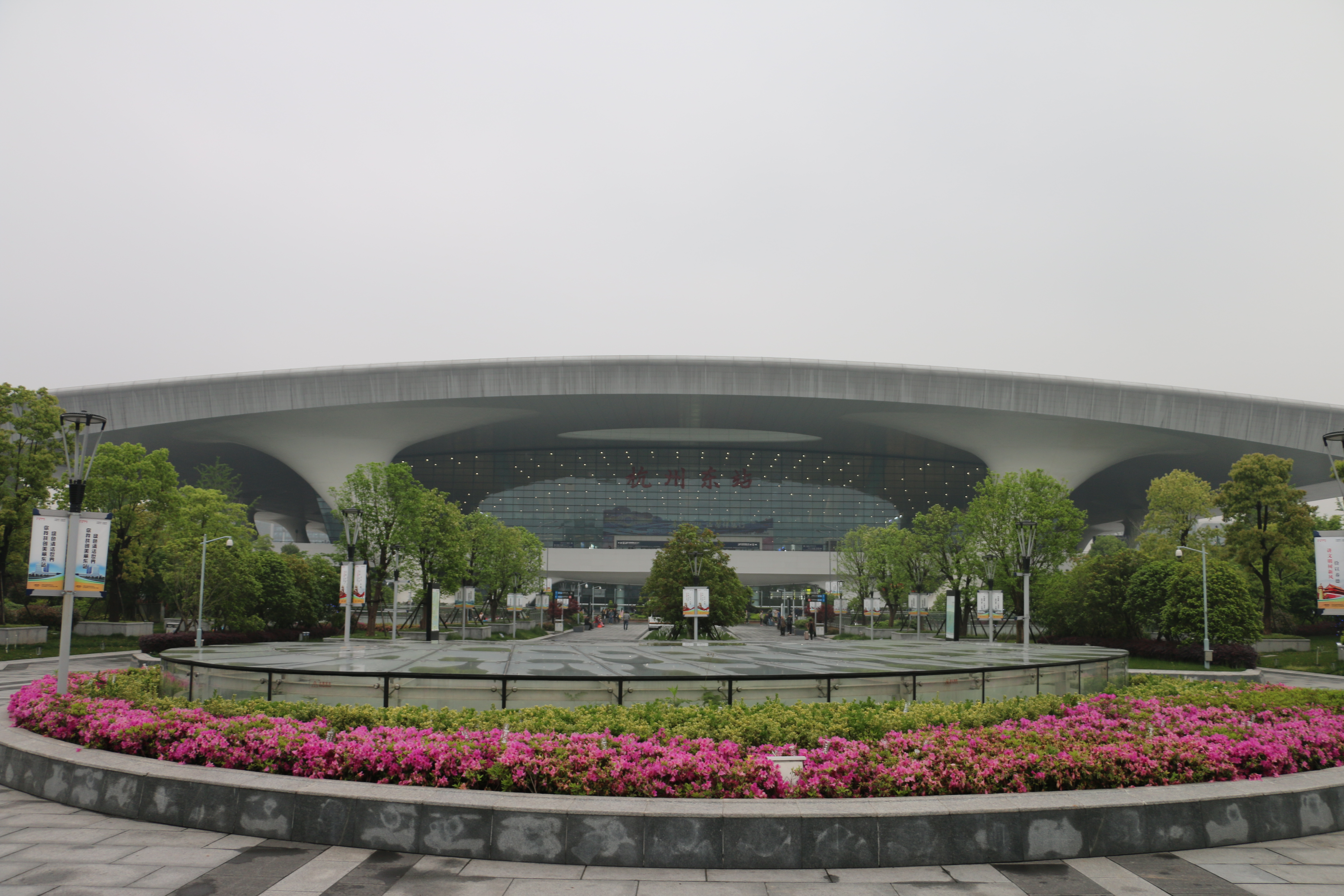
杭州东站

  - 杭州东站位于彭埠街道，新站房于2013年7月1日开通，是中国最大的车站之一。
  - 七堡车辆段是杭州地铁1号线和4号线的车辆基地，位于彭埠街道七堡社区。
- 杭州客运中心站位于九堡街道，2009年10月开始运行，是华东地区最大的客运站。

## 地标景点

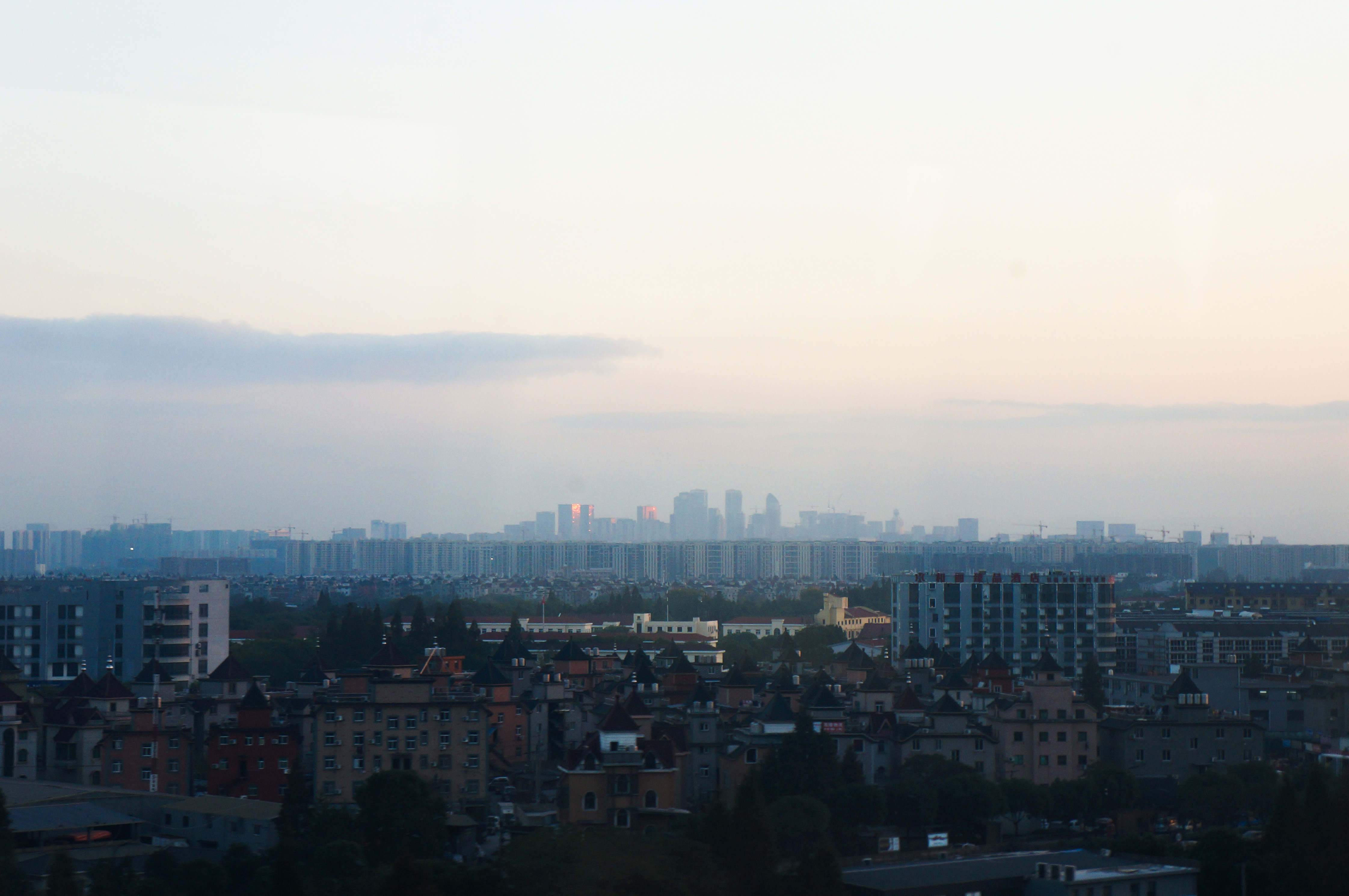
钱江新城、彭埠街道和笕桥街道远景

笕桥中央航校旧址位于笕桥街道东北部的横塘村，是中華民国大陸时期的中央航空学校，被誉为“中国空军的摇篮”。2006年成为全国重点文物保护单位。
金沙湖公园位于下沙街道金沙湖核心区，钱塘新区将该区域打造为一个集购物、办公、科研、居住、休闲度假于一体的城市综合体。
杭州棋院位于钱潮路2-6号34层的天元大厦内，成立于1986年。浙大华家池校区（原浙江农业大学）和浙江大学邵逸夫医院位于该区。
四季青位于四季青街道，是全国最大的服装集散地之一。庆春广场位于庆春东路的东端，集休闲、购物、文化、娱乐于一体，四周有银泰百貨慶春店、乐购超市、杭州大厦501城市广场等商业体。
钱江新城位于四季青街道，是杭州市中央商务区，有市民中心（市政府位于此）、市民公园、杭州大剧院、杭州国际会议中心、波浪文化城、城市阳台、杭州來福士中心、浙江财富金融中心、杭州萬象城等建筑景观。
宗教场所主要有崇一堂、杭州清真寺以及潮音禅院。

## 脚注
1. ↑  古代“干”“岸”同义。干，音读gān，或ㄍㄢ